# Concattedrale dei Santi Pietro e Paolo
La concattedrale di San Pietro è il duomo di Sovana, frazione del comune di Sorano, in provincia di Grosseto e diocesi di Pitigliano-Sovana-Orbetello.

## Storia e descrizione
La tradizione vuole che il vescovo di Palermo, Mamiliano, abbia svolto a Sovana, agli inizi del IV secolo, opera di evangelizzazione. Questa precoce conversione al cristianesimo valse a Sovana la nomina, ricevuta nel V secolo, a sede vescovile.
La fondazione dell'attuale edificio risale all'VIII-IX secolo, e da allora fino al Seicento è stato oggetto di ripetuti interventi strutturali o di ammodernamenti decorativi. L'esistenza di una grande ed importante ecclesia cathedralis è testimoniata, oltre che dalla bolla di Niccolò II del 1061, dall'ampia cripta voltata in pietra tufacea, tuttora esistente, e dalle paraste marmoree interne dell'attuale portale, intagliate da piatti girali e da simboliche decorazioni geometriche così prossime per stile e per tempi a quelle, tutte allusive all'eucaristia, del monumentale ciborio in travertino, un vero e proprio unicum in tutta la Toscana, trasportato da epoca remota nella chiesa di Santa Maria, ma contemporaneo all'edificazione del primo Duomo per il quale fu realizzato.
I confronti col prototipo ravennate di Sant'Apollinare portano a vedere analogie nell'edicola sovanese dovuta a maestranze accomunate da un'identica formazione longobarda. 
Esiste l'ipotesi che il ciborio sia uno dei primi documenti monumentali della presenza ormai radicata dei nuovi signori di Sovana, gli Aldobrandeschi.
Dopo la grandiosa ricostruzione, alla quale ancora si lavorava nel 1248, i moduli architettonici corrispondono bene agli ampliamenti che nel XII secolo furono promossi in numerose cattedrali della Toscana meridionale. Sul prototipo, allora più moderno, offerto dall'abbazia di Sant'Antimo con i suoi formulari costruttivi e decorativi lombardi che qui si manifestano a pieno nelle storie di soggetto biblico scolpite nei capitelli quelle cattedrali esprimono ormai uno stile romanico della seconda generazione, già pronto ad accogliere novità strutturali e formali di sapore gotico.

## Galleria d'immagini

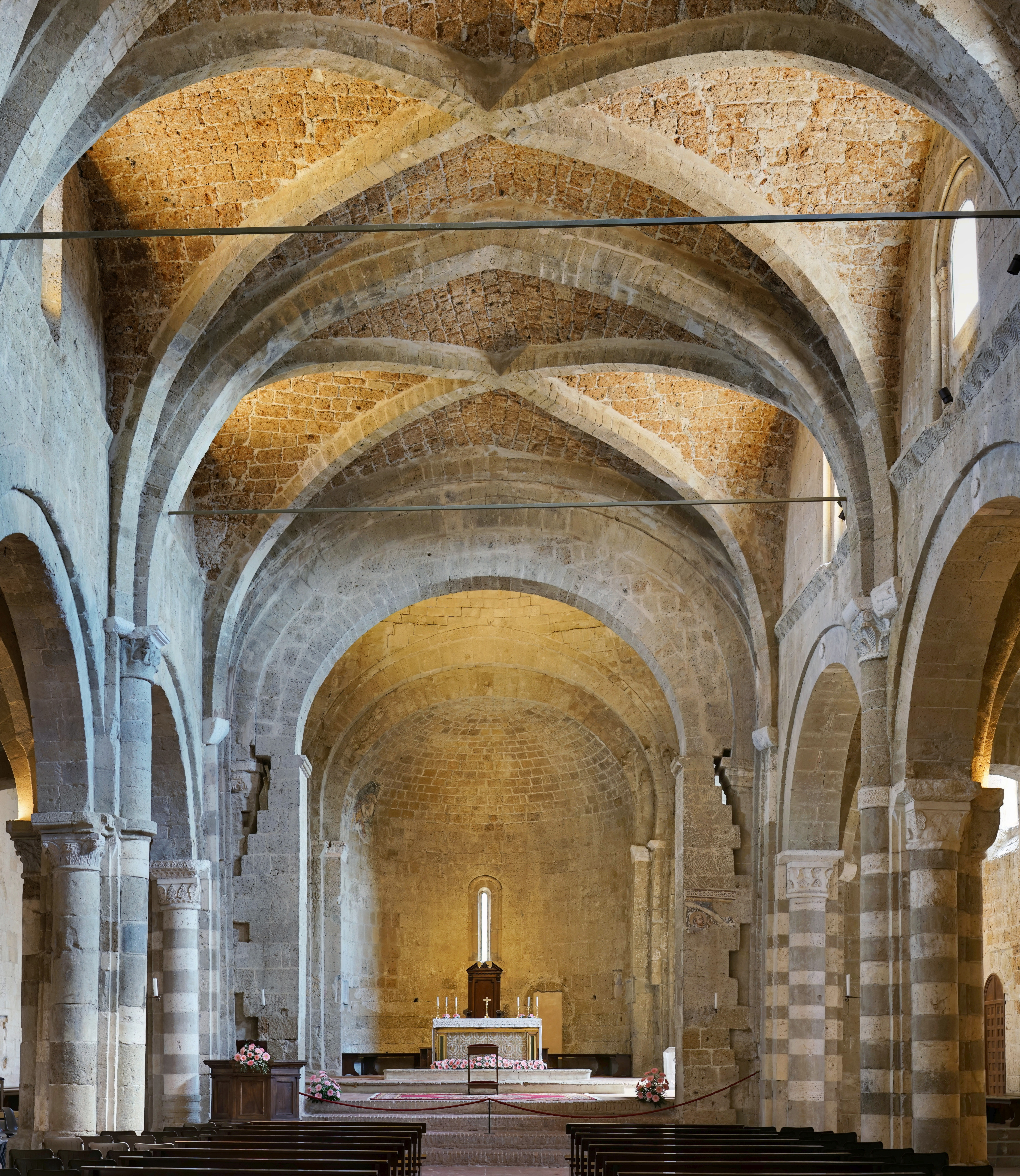
Interno
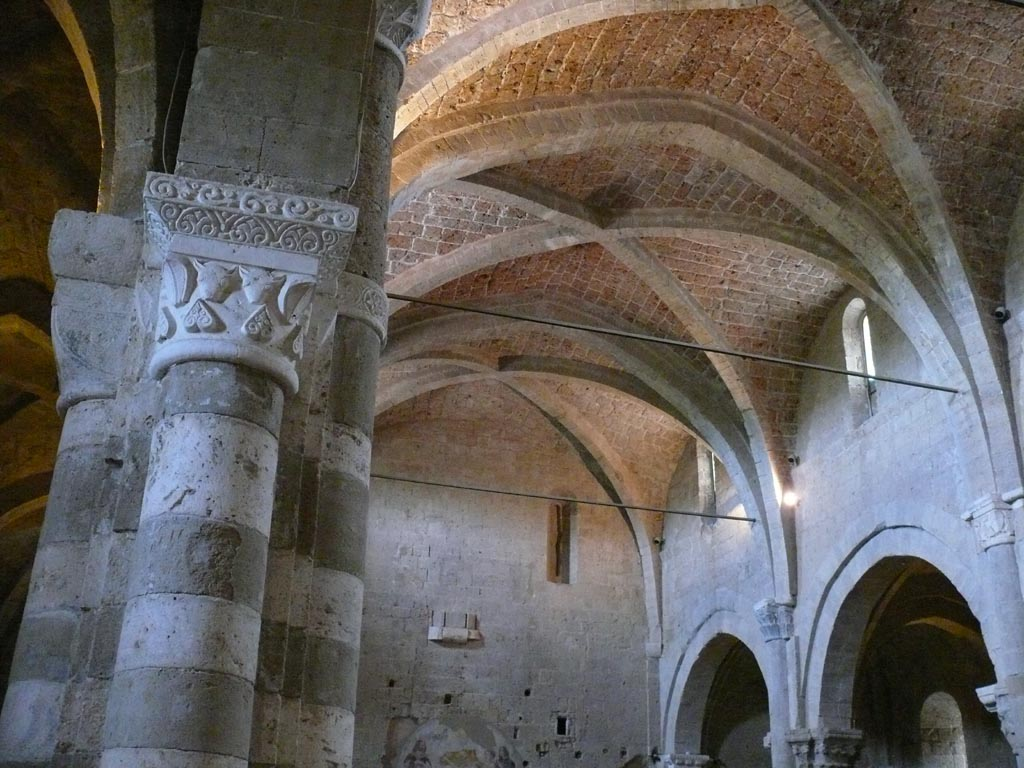
L'interno
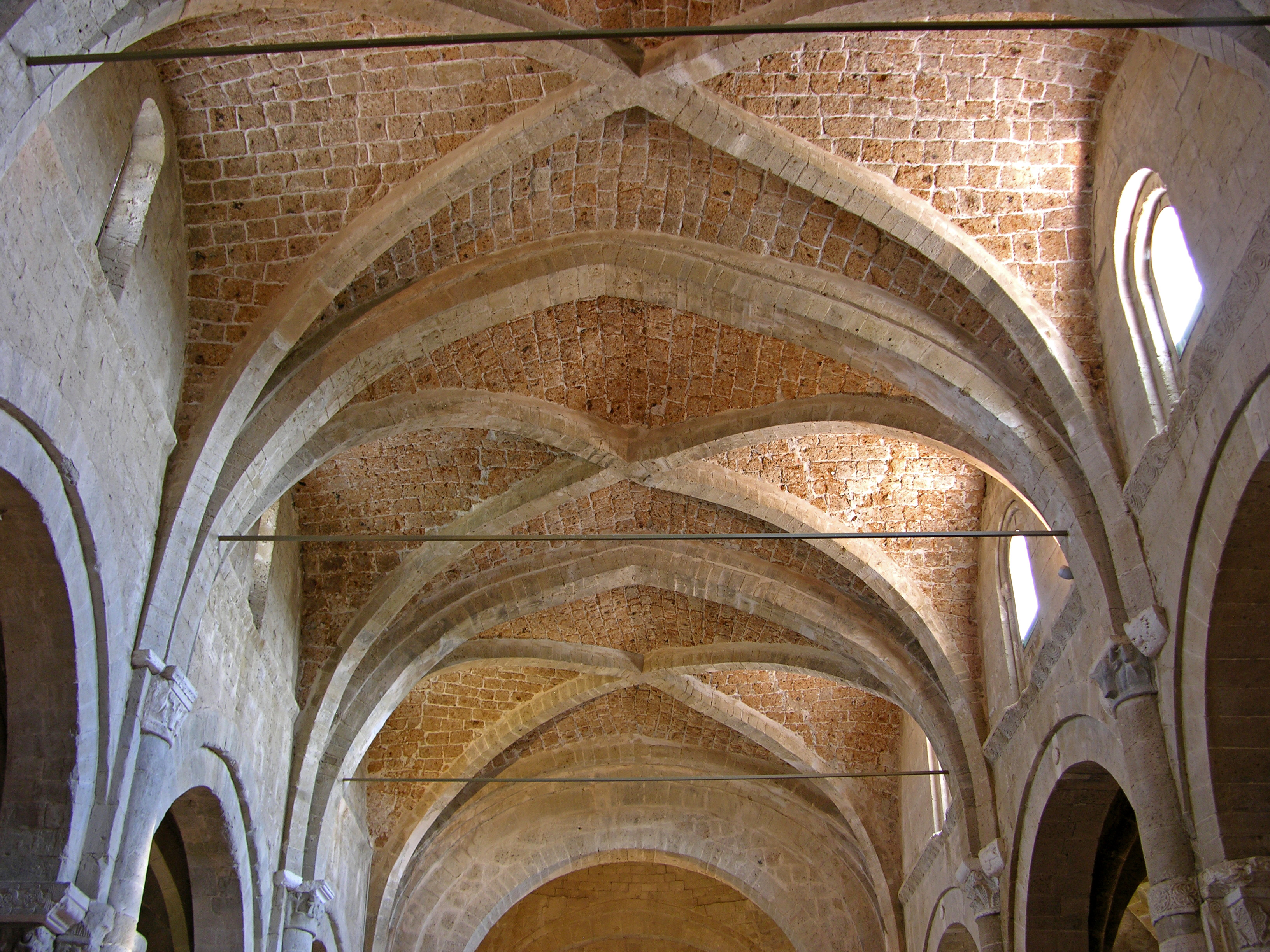
Navate
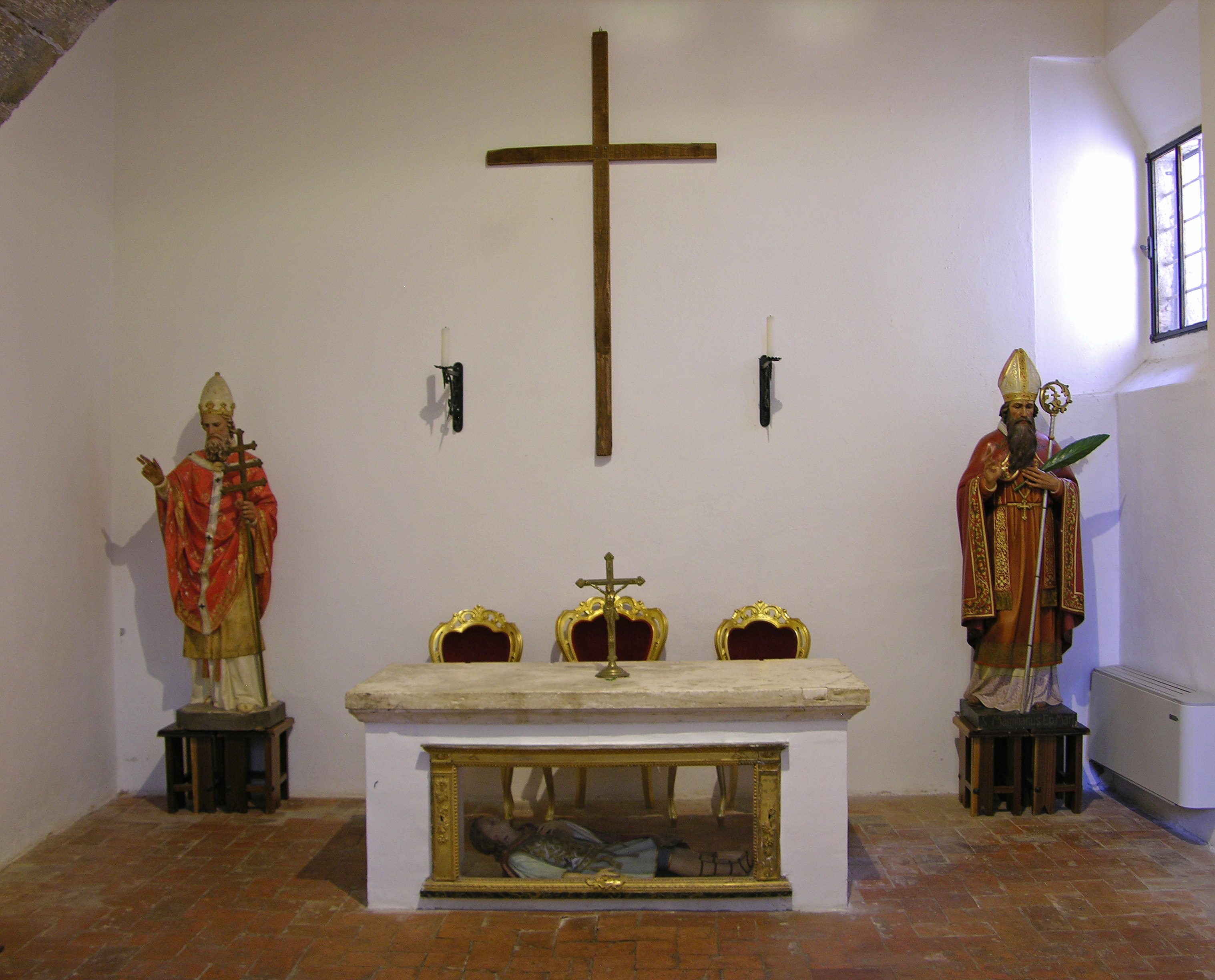
Altare laterale con statue
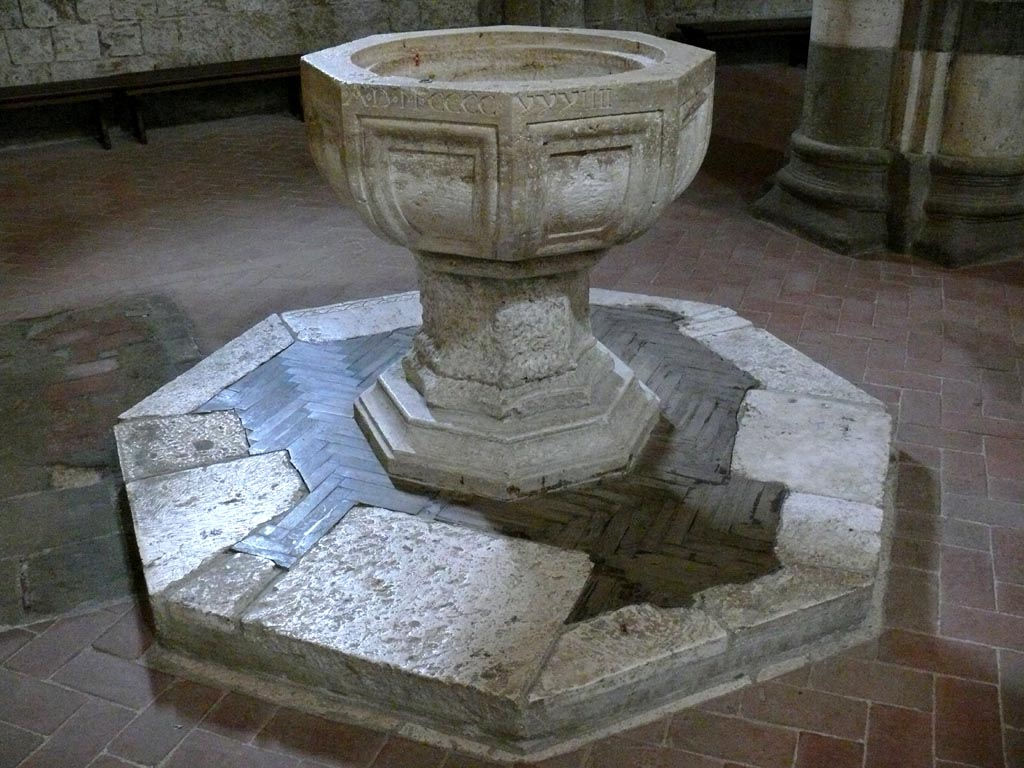
Fonte battesimale
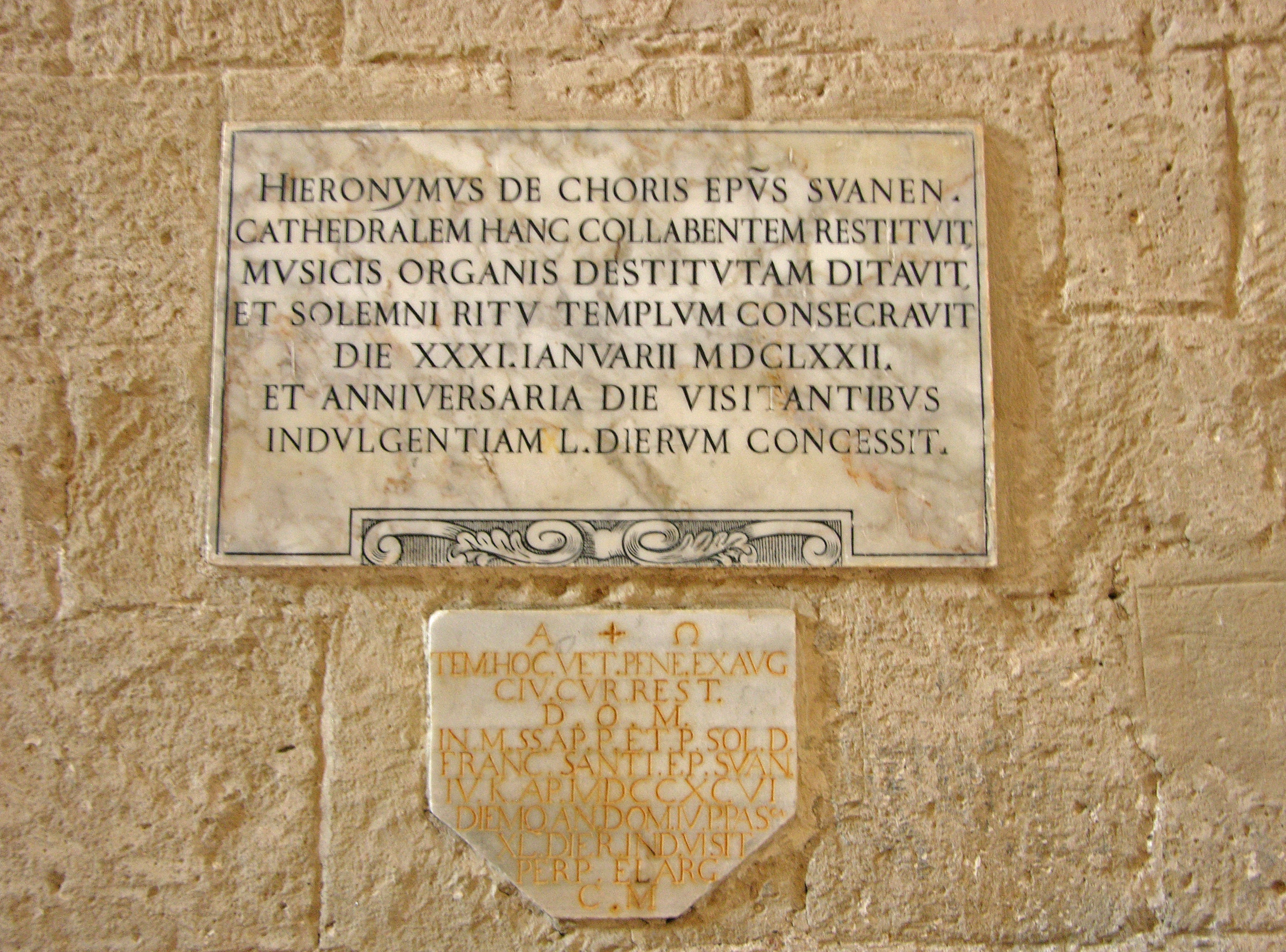
Iscrizione marmorea
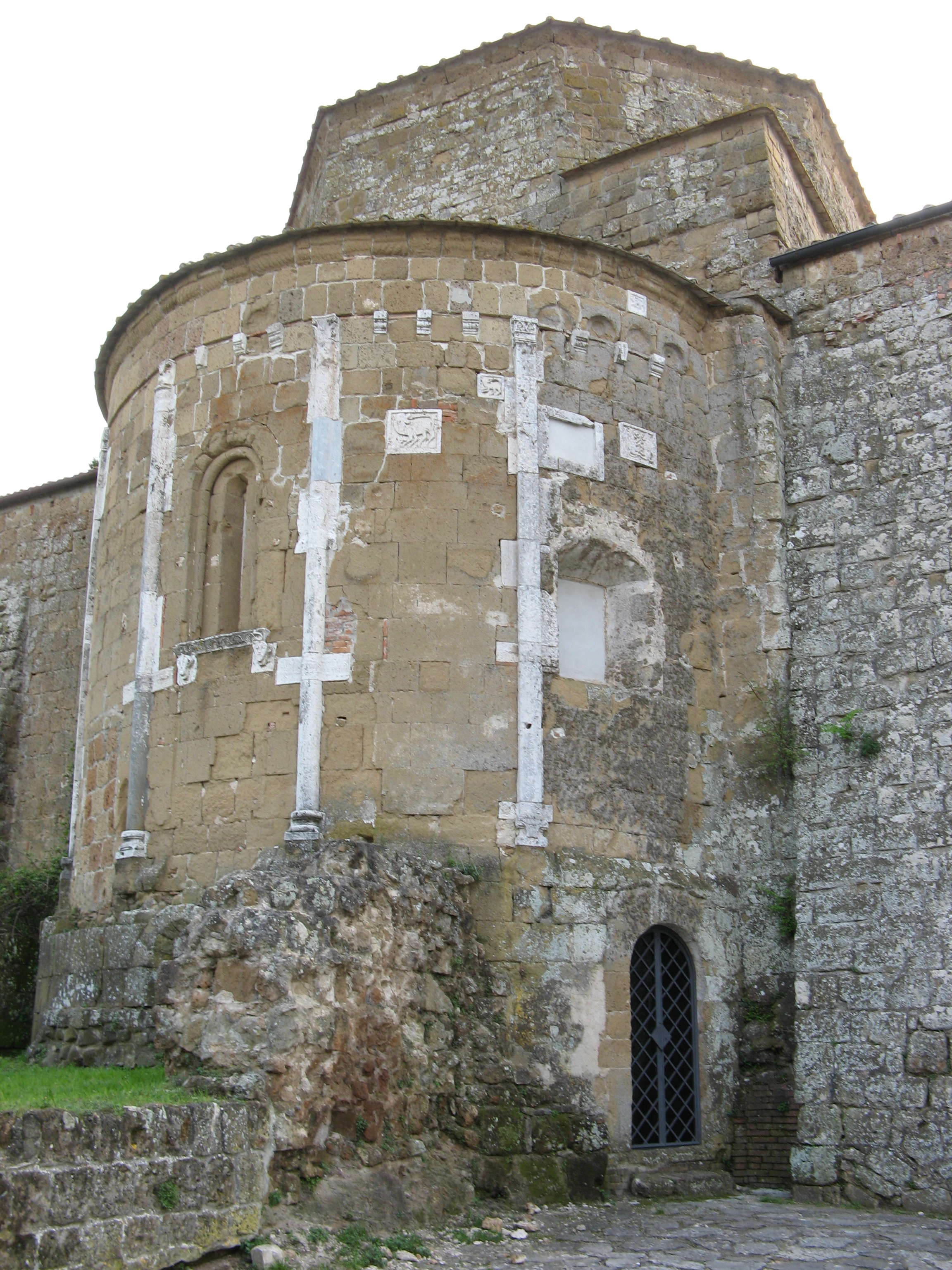
Abside
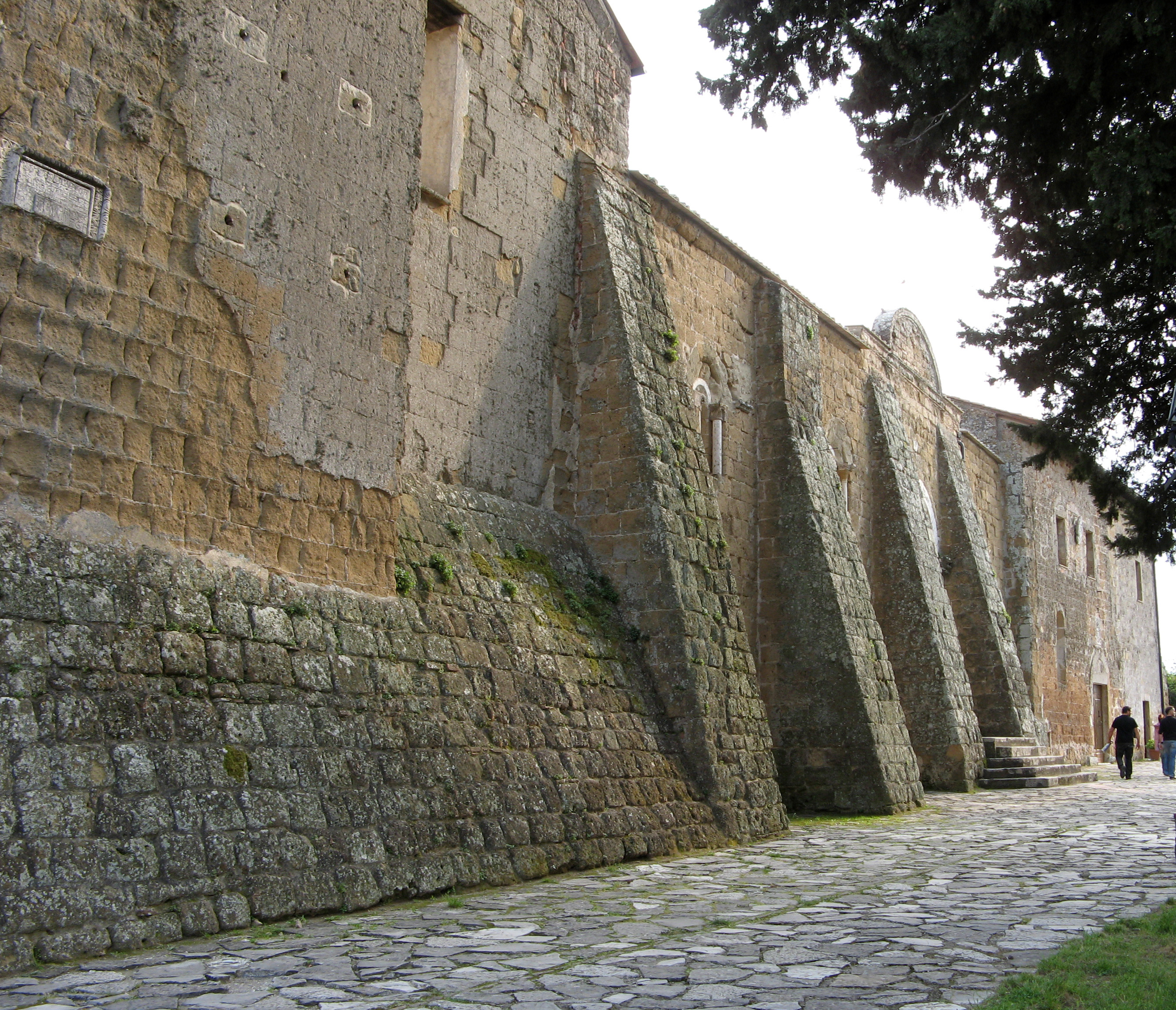
Veduta laterale
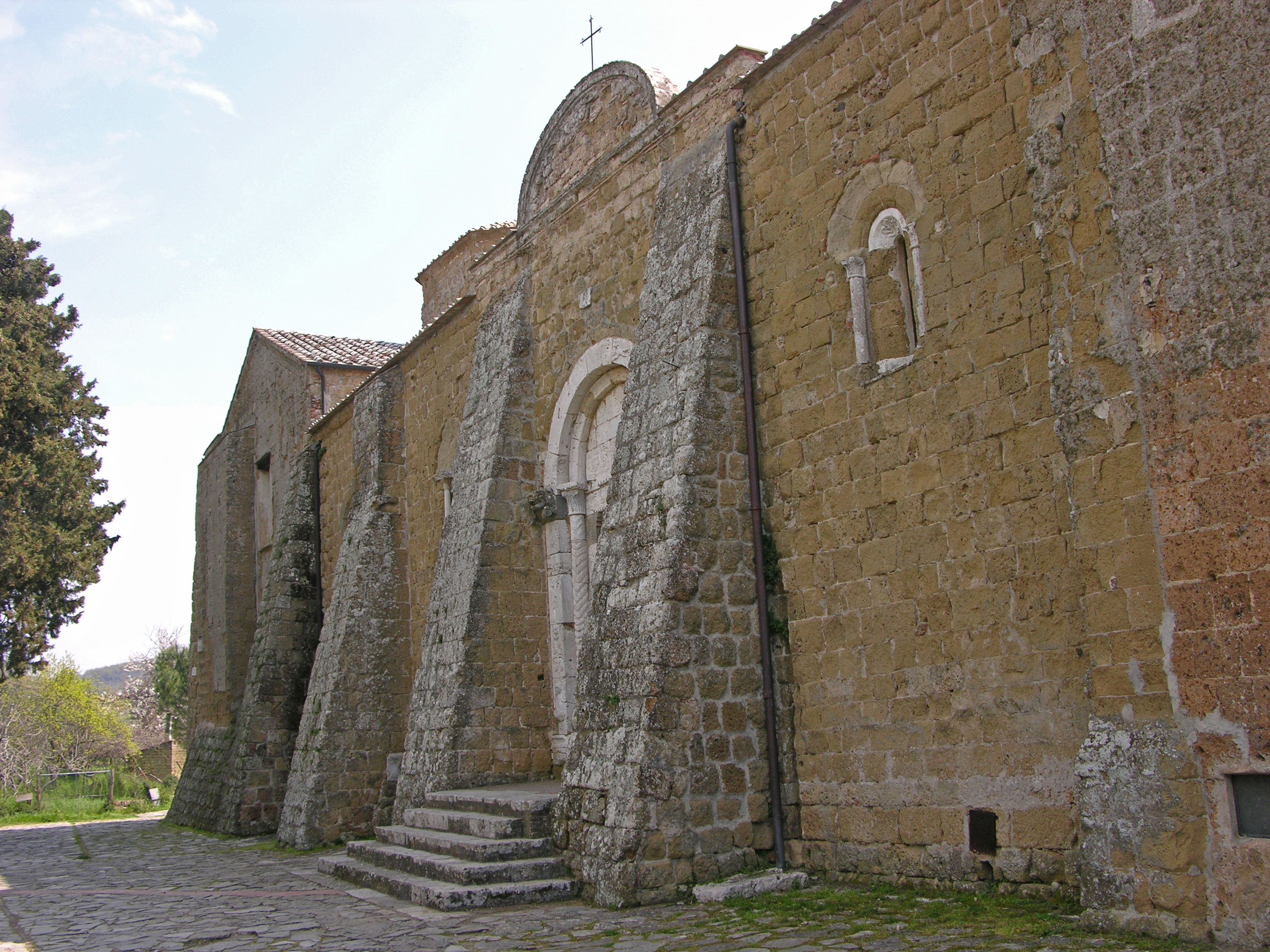
Veduta laterale